# Wladimir Wladimirowitsch Garin
Wladimir Wladimirowitsch Garin (russisch Владимир Владимирович Гарин; * 26. Januar 1987 in Leningrad; † 25. Juni 2003 in Sosnowo, Oblast Leningrad) war ein russischer Schauspieler.
Bekannt wurde Garin im Jahr 2003 durch die Rolle des Andrei in dem preisgekrönten Film The Return – Die Rückkehr von Andrei Swjaginzew.
Garin ertrank kurze Zeit nach Abschluss der Dreharbeiten im Ossinowezkoje See bei Sankt Petersburg, nicht weit von den Drehorten des Films. Er wurde dazu animiert, von einem Turm in den See zu springen, genau wie es seinem Filmbruder (gespielt von Iwan Dobronrawow) in der Anfangsszene des Films ergangen war. Garin sprang und erlitt vermutlich einen Krampf in der kalten Strömung. Drei Tage später fanden Taucher seine Leiche. Erst für die Dreharbeiten hatte Garin seine Furcht vor dem Wasser verloren, indem er entschied selbst in den See zu springen und sich nicht doubeln zu lassen.